# .sr
.sr ist die länderspezifische Top-Level-Domain (ccTLD) des Staates Suriname. Sie existiert seit dem 3. September 1991 und wird vom Unternehmen Telesur mit Hauptsitz in Paramaribo verwaltet.

## Eigenschaften
Jede natürliche oder juristische Person kann eine .sr-Domain anmelden, ein Wohnsitz oder eine Niederlassung im Land sind nicht erforderlich.

## Sonstiges
Im Januar 2010 war .sr Gegenstand einer gerichtlichen Auseinandersetzung, das US-amerikanische Unternehmen Dot SR, Inc. mit Sitz in Florida machte Ansprüche auf die Top-Level-Domain geltend.

## Weblink
- Offizielle Website der Vergabestelle